# Offa (roi d'Essex)
Pour les articles homonymes, voir Offa.
Offa est roi d'Essex jusqu'en 709.
Fils de Sigehere, il semble régner aux côtés de ses cousins Sigeheard et Swæfred, mais la nature exacte de son pouvoir est incertaine : il est possible qu'il ait été d'un rang inférieur à ses cousins. Il abdique en 709 et part avec le roi Cenred de Mercie pour Rome, où les deux souverains exilés se font moines.

## Biographie

### Ascendance
L'ascendance d'Offa est connue par deux sources : une série de listes généalogiques retraçant l'ascendance des rois d'Essex Offa, Swithred et Sigered, préservée dans un manuscrit rédigé au Wessex durant la seconde moitié du IXe siècle (BL Add. 23211), ainsi que l'Histoire ecclésiastique du peuple anglais de Bède le Vénérable, achevée en 731, qui relate les circonstances de son abdication dans son Livre V. Les deux sources s'accordent à faire d'Offa le fils du roi Sigehere, qui règne conjointement avec son cousin Sæbbi durant la deuxième moitié du VIIe siècle. Le manuscrit BL Add. 23211 retrace encore l'ascendance d'Offa jusqu'au dieu Seaxneat, l'ancêtre légendaire du peuple des Saxons de l'Est :

« De regibus orientalium seaxonum:
Offa Sighering; Sighere Sigberhting; Sigberht S[aweard]ing; Saweard Saberhting; Saberht Sledding; Sle[dd] Æscwining; Æscwine Offing, Offa Bedcing; Bedca [Sigefugling]; Sigefugl Swæpping; Swæppa Antsecging; Ants[ecg] Gesecging; Gesecg Seaxneating. »

Parmi les rois d'Essex, il est le seul (avec l'ancêtre Æscwine) à porter un nom qui ne commence pas par la lettre S. En revanche, Offa est un nom bien attesté parmi les peuples angliens : il est porté par le roi légendaire Offa d'Angeln, ainsi que par le puissant Offa de Mercie au VIIIe siècle. Il est possible que ce nom trahisse une période de domination mercienne sur l'Essex, telle que celle qui s'ouvre sous le règne de Wulfhere de Mercie dans les années 660.

### Règne
Sæbbi abdique en 693 ou en 694 pour se retirer dans un monastère, et ses deux fils Sigeheard et Swæfred lui succèdent conjointement. Quant à Offa, Bède le décrit comme « un jeune homme d'une grande beauté, dont toute sa nation désirait ardemment qu'il devînt leur roi », ce qui laisse entendre qu'il n'est jamais réellement monté sur le trône. Cependant, le titre du chapitre de l'Histoire ecclésiastique en question le qualifie bien de « rex », et c'est également sous ce titre qu'il apparaît dans plusieurs chartes : il semble donc avoir bel et bien régné.
Selon la Gesta regum Anglorum de l'historien du XIIe siècle Guillaume de Malmesbury, Offa succède à Sigeheard et Swæfred après leur mort. Cependant, une charte documente une donation d'Offa à l'évêque de Londres Waldhere, tandis que les chartes de Swæfred indiquent des donations à Waldhere, mais aussi à son successeur Ingwald. Offa a donc probablement régné en même temps que Swæfred sur l'Essex. Une autre charte est d'attribution incertaine : elle mentionne un Offa rex, mais il s'agit peut-être du puissant roi de Mercie Offa, qui règne de 757 à 796. S'il s'agit bien d'une charte d'Offa d'Essex, elle offre un aperçu intéressant sur la nature de la royauté jointe dans ce royaume, car Offa y est également appelé subregulus, ce qui suggère qu'il était d'un rang inférieur à celui de ses co-rois.

### Abdication
Bède rapporte qu'en 709 (« la quatrième année du règne du roi Osred »), le roi Cenred de Mercie abdique en faveur de son cousin Ceolred et se rend à Rome pour y recevoir la tonsure et entrer dans un monastère. Offa l'accompagne, « abandonnant sa femme, ses terres, ses parents et son pays », et Bède salue l'abnégation de ces deux souverains. Toutefois, il est possible que leur décision n'ait pas été entièrement libre : l'historienne Barbara Yorke suggère qu'ils ont pu être contraints à l'exil. Guillaume de Malmesbury rapporte que la vocation monastique d'Offa lui serait venue sous l'influence de son épouse Cyneswith, fille du roi Penda de Mercie, mais la chronologie rend la possibilité d'un mariage entre Offa et une fille de Penda (mort en 655, un bon demi-siècle avant l'époque d'Offa) peu plausible.
Offa est le dernier roi d'Essex mentionné dans l'Histoire ecclésiastique de Bède, et on ne trouve plus aucune charte provenant du royaume d'Essex après cette même période. Ce manque de sources rend particulièrement délicate la reconstitution de la succession des souverains de ce royaume après Offa : ainsi, on ne connaît pas la date de fin de règne de ses supposés collègues Sigeheard et Swæfred. La date de décès d'Offa est également inconnue.